# 1. FC Eschborn
Der 1. FC Eschborn 1930 e. V. war ein Fußballverein aus der hessischen Stadt Eschborn.

## Geschichte
Der 1930 gegründete Fußballverein trat erst in den 2000er Jahren aus dem Schatten des regionalen Fußballgeschehens hervor. Grundlage dieses Aufstiegs war ein vom Reisekaufmann Michael Kopp gegründeter Sponsorenpool. Unter der sportlichen Leitung des ehemaligen iranischen Nationalspielers Ali Marzban gelang 2003 nach nur zwei Oberliga-Jahren der Aufstieg in die Regionalliga Süd. Dort erwies sich die Mannschaft zwar zunächst als zu schwach für den Klassenerhalt, belegte am Ende den 17. Rang und stieg wieder in die Oberliga Hessen ab. Im darauffolgenden Jahr (2005) gelang aber der sofortige Wiederaufstieg in die Regionalliga Süd. Finanzielle Probleme und schwache sportliche Leistungen brachten den FCE jedoch zur Winterpause erneut auf den letzten Tabellenplatz, am Ende der Runde stieg der 1. FC Eschborn mit einer Bilanz von nur 10 Punkten und einem Sieg erneut ab. Danach folgte der Abstieg bis in die Landesliga Mitte in Hessen. Seit der Saison 2008/09 spielte Eschborn wieder in der Oberliga Hessen.
Der Einstieg des russischen Geschäftsmannes Tofik Davidoff Anfang Januar des Jahres 2006 schien eine einstweilige Sanierung der Finanzen des FCE in Aussicht zu stellen. Davidoffs Investitionen sollten einen radikalen Umbau des Eschborner Regionalligakaders ermöglichen. Allerdings zog Davidoff wenige Wochen später seine Zusage zurück, nachdem bereits der Präsident Karl Müller und Vizepräsident Markus Buch zurückgetreten waren. Am 25. Januar stellte der 1. FC Eschborn, dem so die finanzielle Grundlage entzogen war, vor dem Amtsgericht Frankfurt den Antrag zur Einleitung der Insolvenz. Das Verfahren wurde sodann am 29. Mai 2006 eröffnet.
In der Saison 2011/12 erreichte der Verein den ersten Platz der fünftklassigen Hessenliga, wodurch er sich einen Startplatz in der zur Saison 2012/13 neu gegründeten Regionalliga Südwest sicherte. Dort landete der 1. FC Eschborn auf dem viertletzten Platz und war dadurch wieder in die Hessenliga abgestiegen. Nach der Aufhebung des Insolvenzverfahrens beschloss die Mitgliederversammlung am 31. Oktober 2013 die Fortsetzung des Vereins. Am 20. Mai 2016 stellte der Verein erneut einen Antrag auf Eröffnung des Insolvenzverfahrens. Der Spielbetrieb wurde am 3. Juli 2016 eingestellt.
Als Nachfolgeverein wurde der SC Eschborn 2016 gegründet, der alle Jugendmannschaften übernahm.

## Persönlichkeiten

### Spieler
- Christian Beisel (2003/04)
- Uwe Bindewald (2004/05)
- Daniel Ciucă (2004/05)
- Oscar Corrochano (2004–2005)
- Baldo Di Gregorio (2006)
- Ousseynou Dione (2005/06)
- Thomas Drescher (2012/13)
- Matthias Dworschak (2004–2006)
- Franciel Hengemühle (2004)
- Rudi Hübner (2014–2015)
- Faruk Hujdurović (2006)
- Burhanettin Kaymak (2004–2006)
- Sead Mehić (2004/05)
- Sven Schmitt (2003–2006)
- Stefan Simon (2005/06)

### Trainer
- 2001–2004 Ali Reza Marzban
- 2004/05 Klaus Scheer
- 2005 Ramon Berndroth
- 2005/06 Klaus Scheer
- 2006/07 Theo Vassiliou
- 2007 Marcus Klandt
- 2007–2010 Thomas Biehrer
- 2010/11 Alexander Conrad
- 2011 Thomas Brendel
- 2011–2013 Sandro Schwarz
- 2013/14 Dennis Weiland
- 2014–2016 Stephan Adam

### Manager
- 2006–2016  Marcus Klandt

## Weblink
- Alle aktuellen Pressemeldungen zum 1. FC Eschborn

Koordinaten: 50° 8′ 24″ N, 8° 33′ 38″ O